# چو هی-جین
چو هی-جین (انگلیسی: Cho Hey-jin؛ زادهٔ ۲۵ سپتامبر ۱۹۷۳) بازیکن زن بسکتبال اهل کره جنوبی بود.
وی در مسابقات کشوری و بین‌المللی در مجموع برندهٔ ۱ مدال طلا، ۱ مدال برنز شده‌است.